# Ruth Berman Harris
Ruth Berman Harris (als Künstlerin häufig auch mit dem Geburtsnamen Ruth Berman; * 3. November 1916 in New Haven (Connecticut); † 23. April 2013 in Peoria (Arizona)) war eine US-amerikanische Harfenistin und Komponistin.

## Leben und Wirken
Berman begann mit 13 Jahren Harfe zu spielen; mit 15 Jahren gewann sie den Madrigal Award der Juilliard School. Sie studierte bei Carlos Salzedo, Marie Miller, Lucille Lawrence, Casper Reardon und Ronald Herder. Als einer der wenigen New Yorker Harfenisten, die sowohl im Bereich der klassischen Musik als auch im Jazz arbeiteten, schrieb sie Jazz-Arrangements, trat mit Sinfonieorchestern auf und arbeitete insgesamt 48 Jahre als Studiomusikerin bei den Sendern NBC, CBS und ABC. Unter eigenem Namen nahm sie Jazztitel für MSR Classic und die Jazz Recording Company auf. Sie unterrichtete an der Hoff-Barthelson Music School und war Co-Leiterin des Purchase Music Ensemble, das The Aaron Copland Competition for Young Composers sponserte. 1978 trat Berman im Rahmen eines Benefizkonzerts der American Harp Society auf, bei dem sie mit der Cellistin Lisa Bressler eigene Kompositionen für Harfe und Cello interpretierte. Sie starb im Alter von 96 Jahren in einem Hospiz in Peoria, Arizona.
Im Bereich des Jazz war sie zwischen 1955 und 1959 an elf Aufnahmesessions beteiligt, u. a. bei Bubber Johnson, Cora Woods, King Curtis und im John Lewis-Orchester beim Soundtrack des Robert-Wise-Films Odds Against Tomorrow (1959).
Ihre Aufnahmen aus der Zeit von 1945 bis 1953 wurden 2005 auf dem Album Swing Time veröffentlicht.

## Kompositionen (Auswahl)
- Miniatures I
- Miniatures II für Cello und Harfe
- Miniatures III für Solo-Pedalharfe
- Prayer for Voice and Harp